# 1. Deild 2003
L'edizione 2003 della 1. deild è iniziata il 16 maggio 2003 e s'è conclusa il 4 ottobre 2003.

## Classifica finale
|     | Classifica   | G  | V  | N | P  | GF | GS | DR  | Pt |
| --- | ------------ | -- | -- | - | -- | -- | -- | --- | -- |
| 1.  | HB Tórshavn  | 18 | 12 | 5 | 1  | 41 | 17 | +24 | 41 |
| 2.  | B36 Tórshavn | 18 | 12 | 1 | 5  | 38 | 20 | +18 | 37 |
| 3.  | B68 Toftir   | 18 | 10 | 5 | 3  | 26 | 15 | +11 | 35 |
| 4.  | NSÍ Runavík  | 18 | 9  | 5 | 4  | 33 | 18 | +15 | 32 |
| 5.  | KÍ Klaksvík  | 18 | 7  | 3 | 8  | 29 | 30 | -1  | 24 |
| 5.  | EB/Streymur  | 18 | 6  | 6 | 6  | 33 | 36 | -3  | 24 |
| 7.  | GÍ Gøta      | 18 | 5  | 5 | 8  | 26 | 33 | -7  | 20 |
| 8.  | VB Vágur     | 18 | 4  | 4 | 10 | 16 | 30 | -14 | 16 |
| 9.  | Skála ÍF     | 18 | 4  | 0 | 14 | 16 | 39 | -23 | 12 |
| 10. | FS Vágar     | 18 | 3  | 2 | 13 | 25 | 45 | -20 | 11 |

## Verdetti
- HB Tórshavn vinse il campionato e si qualificò per i preliminari della UEFA Champions League 2004-2005
- B36 Tórshavn arrivò seconda in campionato e si qualificò per i preliminari della Coppa UEFA 2004-2005
- B68 Toftir arrivò terza in campionato e si qualificò per il primo turno della Coppa Intertoto 2004
- FS Vágar arrivò ultima in campionato e retrocesse in 2. deild
- GÍ Gøta arrivò settima in campionato e si qualificò per i preliminari della Coppa UEFA 2004-2005, avendo raggiunto la finale della Coppa nazionale (questa fu persa contro il B36 Tórshavn, che però era già qualificata per i preliminari di Coppa UEFA)
- Skala arrivò nona in campionato e disputò lo spareggio contro il TB Tvøroyri, arrivato secondo in 2. deild, durante il quale lo Skala ebbe la meglio
- TB Tvøroyri vinse la 2. deild e fu promosso in 1. deild

## Classifica marcatori
| Calciatore       | Gol | Squadra      |
| ---------------- | --- | ------------ |
| Hjalgrim Elttør  | 13  | KÍ Klaksvík  |
| John Pedersen    | 10  | B36 Tórshavn |
| Hedin á Lakjuni  | 9   | B36 Tórshavn |
| Sorin Anghel     | 9   | EB/Streymur  |
| Andrew Av Fløtum | 9   | HB Tórshavn  |